# Vladimir Jakovlevič Propp
Vladimir Jakovlevič Propp (in russo Владимир Яковлевич Пропп?; San Pietroburgo, 15 aprile 1895, 17 aprile del calendario giuliano – Leningrado, 22 agosto 1970) è stato un linguista e antropologo russo, poi sovietico.

## Biografia
Vladimir Jakovlevič Propp è nato il 15 aprile 1895 a San Pietroburgo da una famiglia tedesca. Ha frequentato l'università della sua città natale dal 1913 al 1918, laureandosi in filologia russa e tedesca. Dopo la laurea, ha insegnato russo e tedesco in una scuola secondaria di secondo grado, per poi diventare professore universitario di letteratura tedesca. Il suo libro Morfologia della fiaba è stato pubblicato in russo nel 1928. Sebbene esso rappresenti un vero e proprio punto di svolta nello studio del folclore e della morfologia (influenzando Claude Lévi-Strauss e Roland Barthes), in Occidente è rimasto per lo più sconosciuto fino alla sua traduzione nel 1958.
Nel 1932 Propp è diventato un membro della facoltà dell'Università di Leningrado (precedentemente conosciuta come San Pietroburgo). Dopo il 1938, egli ha cambiato il suo campo di interesse, sostituendo la linguistica con il folclore ed è stato a capo del Dipartimento Folcloristico fino a che non è entrato a far parte di quello relativo alla Letteratura Russa. Propp è rimasto un membro della facoltà sino alla sua morte nel 1970.

## Struttura narrativa
Vladimir Propp ha esteso l'approccio del formalismo russo allo studio della struttura narrativa: il primo orientamento, infatti, consisteva nello spezzettare le strutture delle frasi in una serie di elementi analizzabili chiamati morfemi; per analogia, Propp adotta questo metodo nell'analisi delle fiabe popolari russe. Smembrando un vasto numero di racconti popolari russi in unità narrative più piccole – denominate narratemi – Propp è stato in grado di estrarre da essi una tipologia, più o meno fissa, di struttura narrativa (lo Schema di Propp). Ha dimostrato che ad ogni favola soggiace una struttura monotipica, sempre uguale, basata sul susseguirsi di funzioni.
Le funzioni individuate da Propp sono 31 e si definiscono come azioni compiute dai personaggi che hanno precise conseguenze sullo svolgimento delle azioni successive. Non tutte le funzioni appaiono nella stessa favola, ma solo alcune e possono presentarsi persino in ordine diverso. Ogni personaggio può inoltre essere classificato a seconda della funzione svolta: eroe, aiutante, donatore, antagonista, falso eroe, principessa/re e mandante. Accanto alle funzioni si collocano altri elementi detti variabili, come elementi di collegamento delle funzioni, la triplicazione, le modalità delle azioni e le caratteristiche dei personaggi. Propp riuscì così a smentire l’eterogeneità delle favole e a dimostrare che ogni favola non è che una variante delle altre, a prescindere dalla sua provenienza culturale.

## Critiche
L'approccio di Propp è stato abbondantemente criticato, poiché egli ha scelto di rimuovere tutte le considerazioni verbali dall'analisi delle fiabe popolari che, essendo orali, sono invece strettamente legate alle considerazioni sul tono, lo stato d'animo, i personaggi e tutto ciò che differenzia un racconto dall'altro. Uno dei più importanti e famosi critici dell'approccio proppiano è stato il noto strutturalista francese Claude Lévi-Strauss, che in una sua monografia su Propp (Structure and form: Reflections on a work by Vladimir Propp), ha asserito la superiorità dell'approccio strutturalista rispetto a quello del formalismo russo utilizzato da Propp.
D'altro canto, i difensori della teoria della struttura narrativa credono che questo tipo di critica sia ridondante ed inutile, poiché l'intenzione di Propp non è mai stata quella di svelare significati nascosti all'interno dei racconti esaminati (come nel caso dello strutturalismo o dell'analisi psicanalitica), né di trovare elementi di differenziazione, bensì quella di portare alla luce gli elementi strutturali fissi che formano le basi delle strutture narrative dei racconti popolari.

## Opere in italiano
- Le radici storiche dei racconti di fate, trad. di Clara Coïsson, prefazione di Giuseppe Cocchiara, Torino: Einaudi, 1949; Torino: Boringhieri, 1972; 1985 ISBN 88-339-0003-7 ISBN 978-88-339-0003-2; Torino: Bollati Boringhieri, 1992; come Le radici storiche dei racconti di magia, trad. di Salvatore Arcella, introduzione di Cecilia Gatto Trocchi, Roma: Newton Compton, 1982
- I canti popolari russi, a cura di Gigliola Venturi, Collana Saggi n.368, Torino, Einaudi, 1966.
- Morfologia della fiaba, con un intervento di Claude Lévi-Strauss e una replica dell'autore, a cura di Gian Luigi Bravo, Torino: Einaudi, 1966 ISBN 88-06-24026-9 ISBN 88-06-02402-7 ISBN 88-06-59992-5 ISBN 88-06-15451-6; trad. di Salvatore Arcella, Roma: Newton Compton, 1976; 2003 ISBN 88-8289-843-1 ISBN 978-88-8289-843-4 (insieme a Le radici storiche dei racconti di magia)
- La trasformazione delle favole di magia in Cvetan Todorov (a cura di), I formalisti russi. Teoria della letteratura e metodo critico, trad. di Gian Luigi Bravo, Torino, Einaudi, 1968, pp. 275–304 ISBN 88-06-04408-7
- La fiaba cumulativa russa in Jurij Michajlovič Lotman e Boris A. Uspenskij, (a cura di), Ricerche semiotiche. Nuove tendenze delle scienze umane nell'URSS, ed. italiana a cura di Clara Strada Janovič, Torino: Einaudi, 1973, pp. 87–106
- Edipo alla luce del folclore: quattro studi di etnografia storico-strutturale, a cura di Clara Strada Janovič, Torino: Einaudi, 1975 ISBN 88-06-04280-7
- Comicità e riso: letteratura e vita quotidiana, a cura di Giampaolo Gandolfo, Torino: Einaudi, 1976 ISBN 88-06-60016-8
- L'epos eroico russo, Roma: Newton Compton, 1978
- Feste agrarie russe: una ricerca storico-etnografica, trad. di Rita Bruzzese, introduzione di Maria Solimini, Bari: Dedalo, 1978 ISBN 88-220-0162-1
- Roland Barthes et al., L'analisi del racconto. Le strutture della narratività nella prospettiva semiologica che riprende le classiche ricerche di Propp, Milano: Bompiani, 1980 ISBN 88-452-0714-5 ISBN 88-452-5345-7
- La fiaba russa: lezioni inedite, a cura di Franca Crestani, Torino: Einaudi, 1984 ISBN 88-06-11840-4
- Elena Sica, La fiaba, struttura e semantica: Propp e Lévi-Strauss, Salerno: Il Sapere, 1997